# 1994 în film
- 1993 în cinematografie — 1994 în cinematografie — 1995 în cinematografie

## Premiere românești
- Șoapte de amor, de Mircea Daneliuc - IMDB
- O vară de neuitat, de Lucian Pintilie - IMDB
- Pepi și Fifi, de Dan Pița - IMDB
- Neînvinsă-i dragostea, de Mihnea Columbeanu - IMDB
- Dark Angel: The Ascent, de Linda Hassani - IMDB
- Somnul insulei, de Mircea Veroiu - IMDB
- A doua cădere a Constantinopolului, de Mircea Mureșan - IMDB

Filme de televiziune
- Ochii care nu se văd, de Dan Necșulea — IMDB
- Călătorie de neuitat (serial), de Geo Saizescu - IMDB

Filme de scurt metraj
- Nicăieri nu e ca acasă, de Cristi Puiu - Cinemagia
- Ea, de Radu Muntean - Cinemagia

Documentare
- Lindenfeld, de Radu Muntean - Cinemagia

Documentare scurte
- Și caii se împușcă, nu-i așa?, de Cătălin Cocriș - IMDB

## Premii

### Oscar
- Cel mai bun film:
- Cel mai bun regizor:
- Cel mai bun actor:
- Cea mai bună actriță:
- Cel mai bun film străin:

Articol detaliat: Oscar 1994

### César
- Cel mai bun film:
- Cel mai bun actor:
- Cea mai bună actriță:
- Cel mai bun film străin:

Articol detaliat: Césars 1994

### BAFTA
- Cel mai bun film:
- Cel mai bun actor:
- Cea mai bună actriță:
- Cel mai bun film străin: